# Mehrfamilienhaus Olfers-Eck

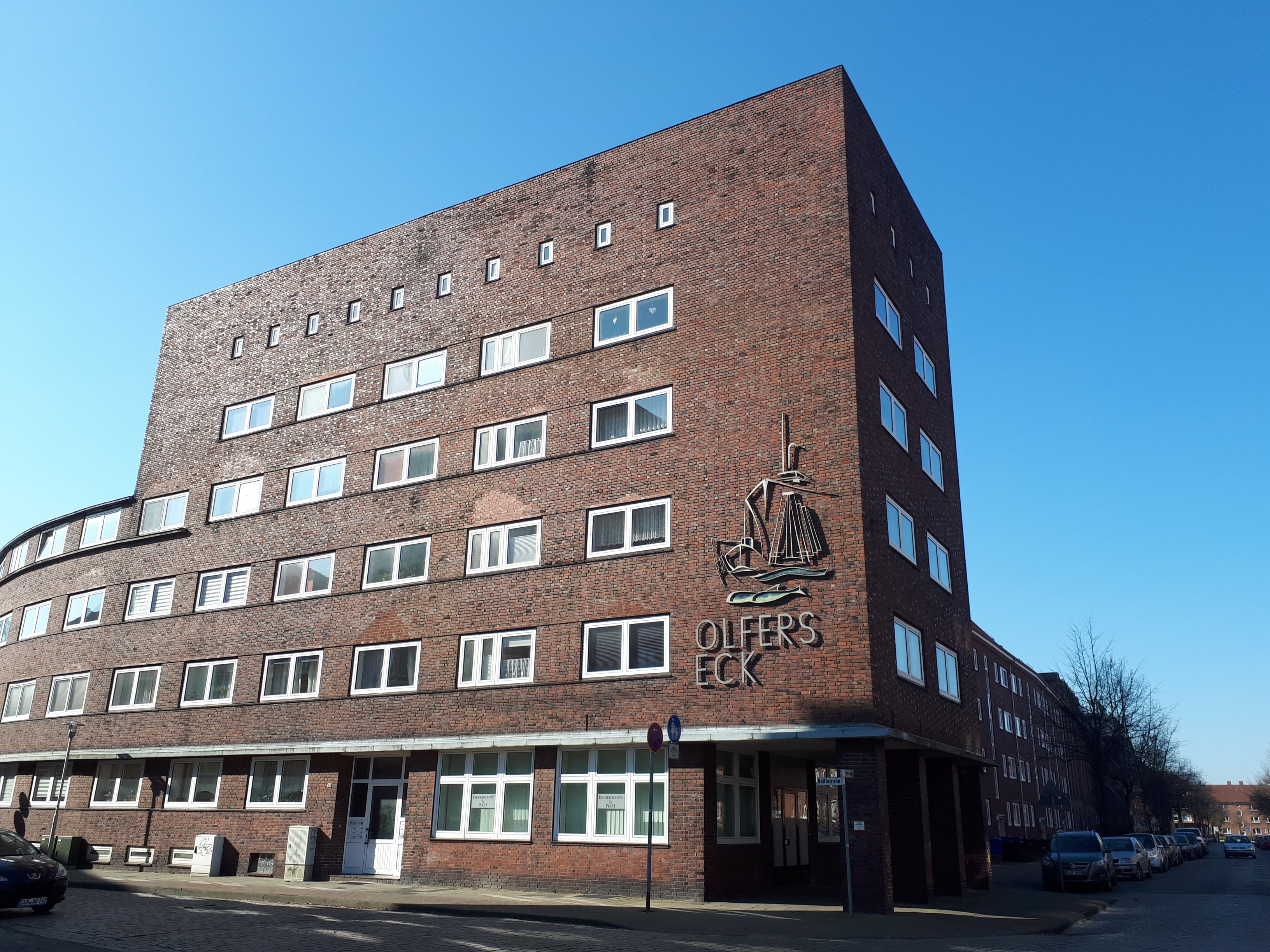
Olfers-Eck

Das Mehrfamilienhaus Olfers-Eck in Cuxhaven, Delftstraße 19 / Karl-Olfers-Platz, Ecke Elfenweg, in der Kreisstadt Cuxhaven im Landkreis Cuxhaven stammt vom ersten Drittel des 20. Jahrhunderts.
Aktuell (2024) wird es durch Wohnungen und auch Büros genutzt.
Das Gebäude steht unter Denkmalschutz (siehe auch Liste der Baudenkmale in Cuxhaven).

## Geschichte und Beschreibung
Die Einwohnerzahlen von Cuxhaven stiegen nach Ende des Ersten Weltkriegs in Anbetracht des aufstrebenden Fischereigewerbes stark. Die Platzrandbebauung am Karl-Olfers-Platz an der Einmündung Elfenweg entstand Ende der 1920er Jahre im Rahmen von Stadterweiterungsmaßnahmen südwestlich der Innenstadt nach Entwürfen der Architekten Richard Alberts und P. H. Noris für die Wohnungsbaugenossenschaft Bauhütte Cuxhaven. Sie besteht aus vier- und sechsgeschossigen Wohn- und Geschäftshäusern in kubischen Bauformen, mit Flachdächern sowie glattflächigen Fassaden aus Backsteinmauerwerk mit horizontal gegliederten Fensterbändern sowie torartigen Einfassungen. Die blockhafte Backsteinarchitektur steht in der Tradition der norddeutschen Backsteinbauweise, die u. a. durch den Hamburger Baudirektor Fritz Schumacher stark gefördert wurde. Die kubischen Bauformen mit betont ruhiger Gliederung sind zeitgenössische Impulse des Neuen Bauens.
Das Haus wurde 1964 benannt nach dem Oberbürgermeister von Cuxhaven (1946–1952 und 1956–1966) Karl Olfers (1888–1968) (SPD). Olfers war von 1925 bis 1933 Geschäftsführer des von der Arbeiterbewegung gegründeten Wohnungsbauunternehmens Bauhütte Cuxhaven. Die Bauhütte baute im sozialen Wohnungsbau viele Wohnhäuser mit den Cuxhaven prägenden Klinkerfassaden, so auch das Olfers-Eck.
Das sechsgeschossige Gebäude als Mehrfamilienhaus mit Flachdach wurde von 1928 bis 1930 im Bauhaus-Stil gebaut nach Plänen von P. H. Noris für die Bauhütte Cuxhaven. Die Blockrandbebauung mit dem markanten kubischen Abschluss hat eine Fassade aus breiten Wandbereichen in rotem Backsteinmauerwerk mit horizontaler Bänderung durch Backsteinfriese in Sturz- und Sohlbankhöhe sowie querrechteckig gelagerte Fensterformate. Das Dachgeschoss als Trockenboden erhielt kleine Dachbodenfenster.
Das Landesdenkmalamt befand u. a.: „… Diese Wohnbebauung ist beispielhaft für die siedlungs- und stadtbaugeschichtliche Entwicklung Cuxhavens in der Weimarer Republik …“
Der Architekt Noris entwarf in Cuxhaven auch die benachbarte Gruppe Wohnhäuser Delftstraße (1928/30)
Die Delftstraße wurde nach dem Entwässerungspriel Delftstrom benannt.